# Бета Октанта
Бета Октанта (лат. Beta Octantis) — вероятно, астрометрическая двойная звезда в южном приполярном созвездии Октанта. Слабо видна невооружённым глазом, обладает видимой звёздной величиной 4,13. На основе измерения годичного звёздного параллакса, равного 21,85 мсд, была получена оценка расстояния от Солнца до звезды 149 световых лет. Лучевая скорость составляет +19 км/с.
Звезда принадлежит спектральному классу A9IV-V, видимый компонент является белой звездой на поздней стадии эволюции, в её спектре видны смешанные признаки звезды главной последовательности и субгиганта. По оценкам масса превышает солнечную в 2,27 раза, а радиус превышает солнечный в 3,2 раза. Возраст звезды оценивается в 500 миллионов лет, проекция скорости вращения составляет   49 км/с. Светимость в 42 раза превышает солнечную, эффективная температура фотосферы составляет 8006 K.